# Johanniskirche (Flensburg)

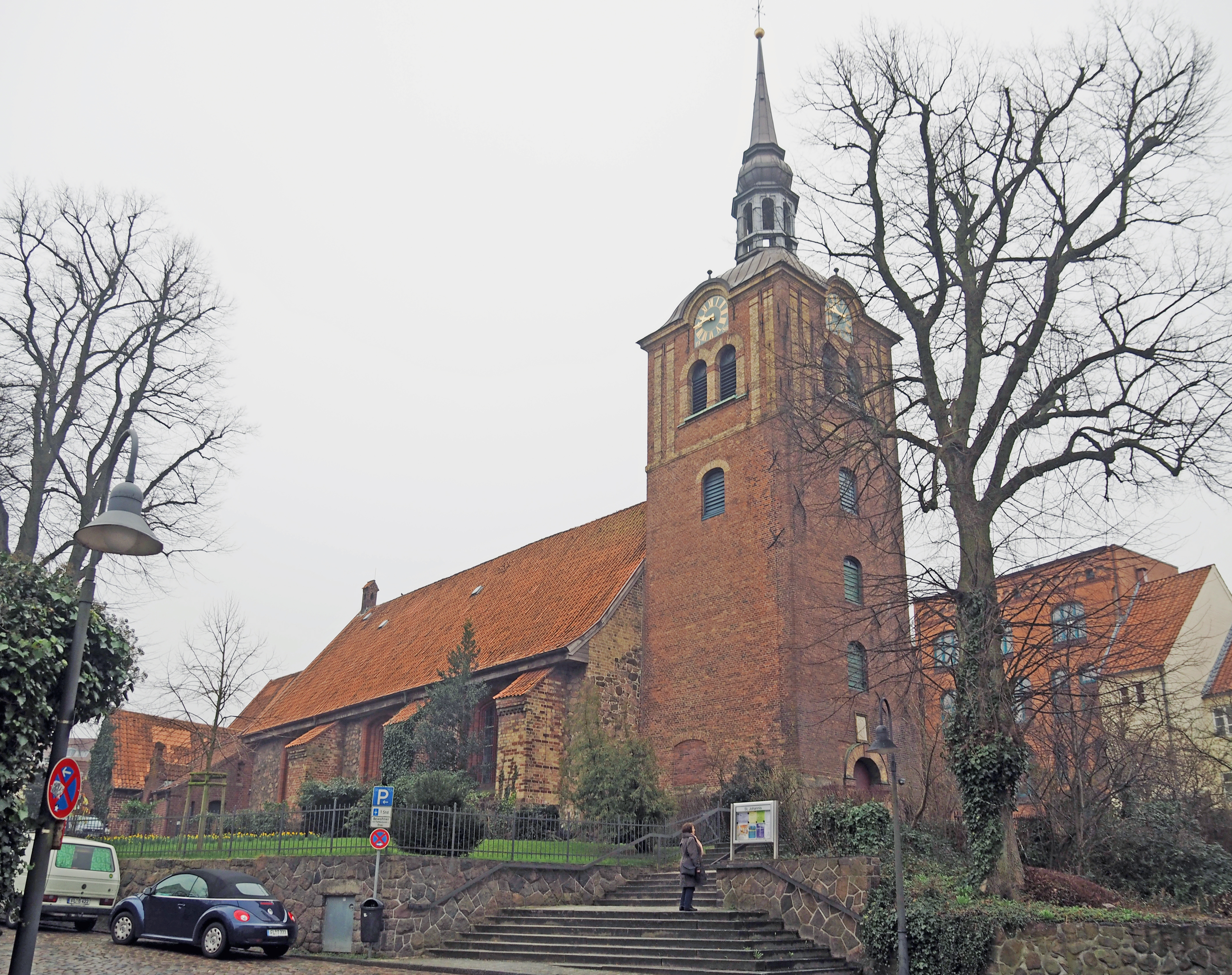
Johanniskirche mit Treppenaufgang

Die Johanniskirche oder Sankt-Johannis-Kirche  (dänisch Sankt Hans Kirke; niederdeutsch Johanniskark) ist die kleinste und älteste der drei erhalten gebliebenen Hauptkirchen der Stadt Flensburg. Sie liegt im  Johannisviertel.

## Geschichte
Die Kirche ist dem Apostel Johannes geweiht. Der Sage nach wurde 1128 mit dem Bau der Feldsteinkirche begonnen. Wahrscheinlich wurde sie von der 3 km weiter östlich gelegenen Adelbyer Johanniskirche abgelegt, die ihrerseits ursprünglich eine Filialkirche von Husby, der Hauptkirche der Husbyharde war. Die in Schiff und Chor unterteilte Feldsteinkirche ähnelt von der Gestalt her anderen Landkirchen in Angeln. Allerdings ist sie deutlich stattlicher als die Nachbarkirchen in Adelby, Rüllschau und Hürup, was für eine bedeutende Größe des ältesten der vier Flensburger Siedlungskerne bereits 150 Jahre vor der Stadtrechtsbewidmung spricht. Im 13. Jahrhundert entwickelten sich jedoch die Siedlungen um St. Marien und St. Nikolai zum Kern der mächtigen Kaufmannsstadt Flensburg. Das Johannisviertel wurde von Fischern und Handwerkern geprägt und erhielt einen vorstädtischen Charakter. Es war vom ummauerten Nikolaiviertel durch das Mühlentor getrennt und selbst nur mit Palisaden befestigt.
Zum Kirchspiel der Johanniskirche gehörten neben dem eigentlichen Johannisviertel die Vorstädte Süder St. Jürgen, Fischerhof und ein Teil des Süderhohlweges, ferner das südöstliche Stadtfeld.

## Baubeschreibung und Ausstattung

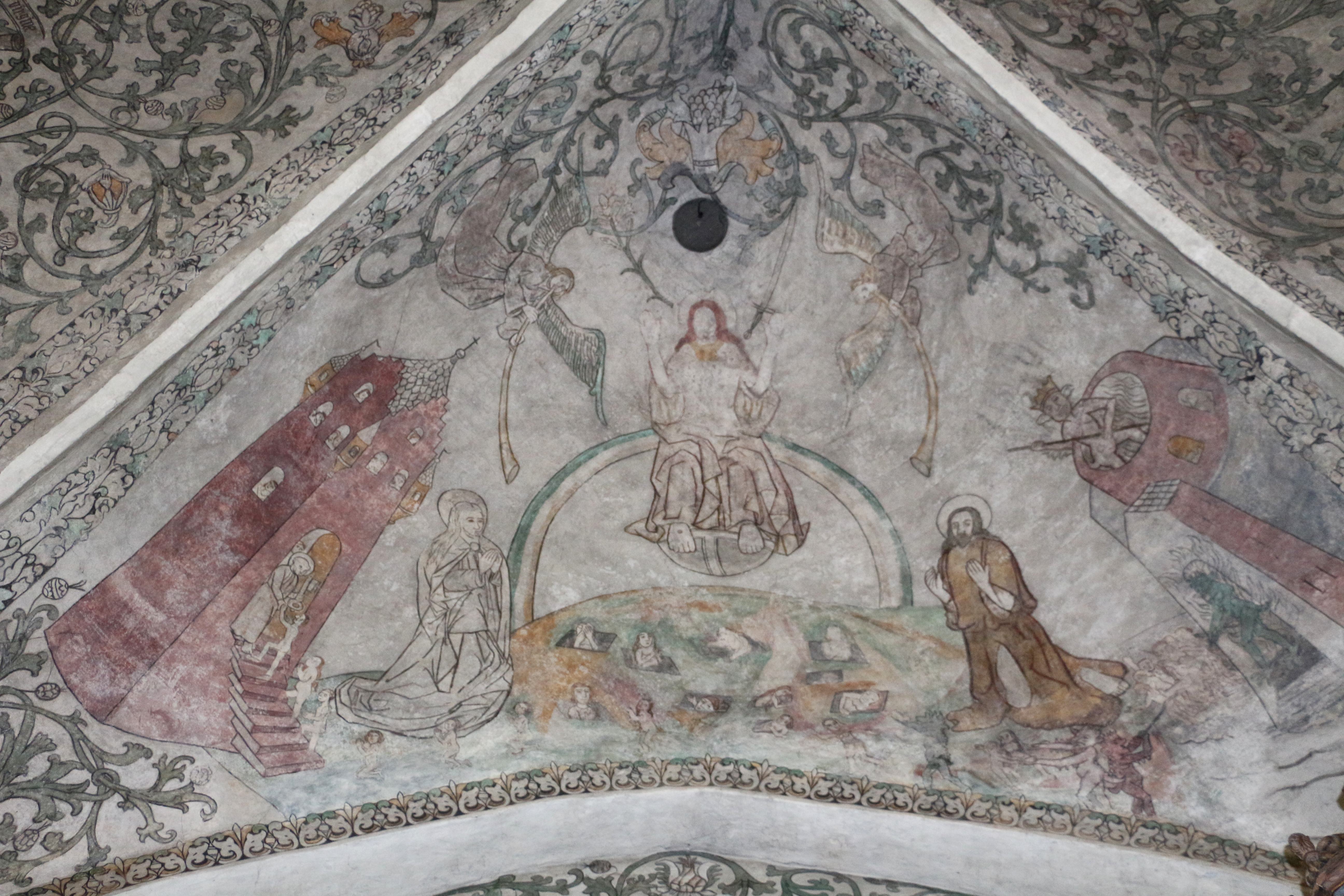
Fresko „Das Weltgericht“

Die Saalkirche ist im Kern romanisch, doch erhielt sie in gotischer Zeit größere Fenster und eine Chorverlängerung aus Ziegeln. Sehenswert im Inneren der Kirche ist das aus dem 15. Jahrhundert stammende spätgotische Gewölbe mit den Fresken, die von Peter Lykt wie ein Garten Eden ausgemalt wurden. Im Zentrum des Gewölbes steht die Darstellung des Weltgerichts. Die Fresken wurden 1734 übergeweißt und erst 1910 wiederentdeckt. Sie wurden freigelegt, teilweise ergänzt und 1969 erneut restauriert. Dabei wurde der alte Färb- und Figurenzustand fixiert und die Ergänzungen von 1910 dem ursprünglichen Farbton angepasst. Die Beschädigungen von 1481/1513 wurden nicht wieder ergänzt.
Die Skulptur des Johannes des Täufers entstand um 1500, ist 182 cm hoch und aus Eiche gefertigt.
Der Turm der Kirche stammt aus der Zeit des Barock (1741). Vorher hatte die Kirche nur einen neben dem Gebäude stehenden hölzernen Glockenstuhl.
Die Kanzel aus dem Jahr 1587 stammt von Johan von Bremen, der der Werkstatt von Heinrich Ringerink zugeordnet wird. Die Szenenfolge der fünf Reliefs vom Sündenfall über die Geburt Christi, die Kreuzigung und die Auferstehung bis zum Jüngsten Gericht stellt Luthers Lehre der Rechtfertigung des sündigen Menschen durch Christus dar. Der Taufstein in achteckiger Kelchform stammt aus dem Jahr 1592. Er zeigt vier Statuen, die die vier Evangelisten: Matthäus, Markus, Lukas und Johannes symbolisieren sollen. Der Altar ist von Flensburger Handwerkern und Künstlern im Jahre 1734 geschaffen worden. Er zeigt das Abendmahl, gemalt in Öl auf Holz. Rechts und links davon stehen die Einsetzungsworte Jesu für Brot und Wein.

Im Kircheninnern
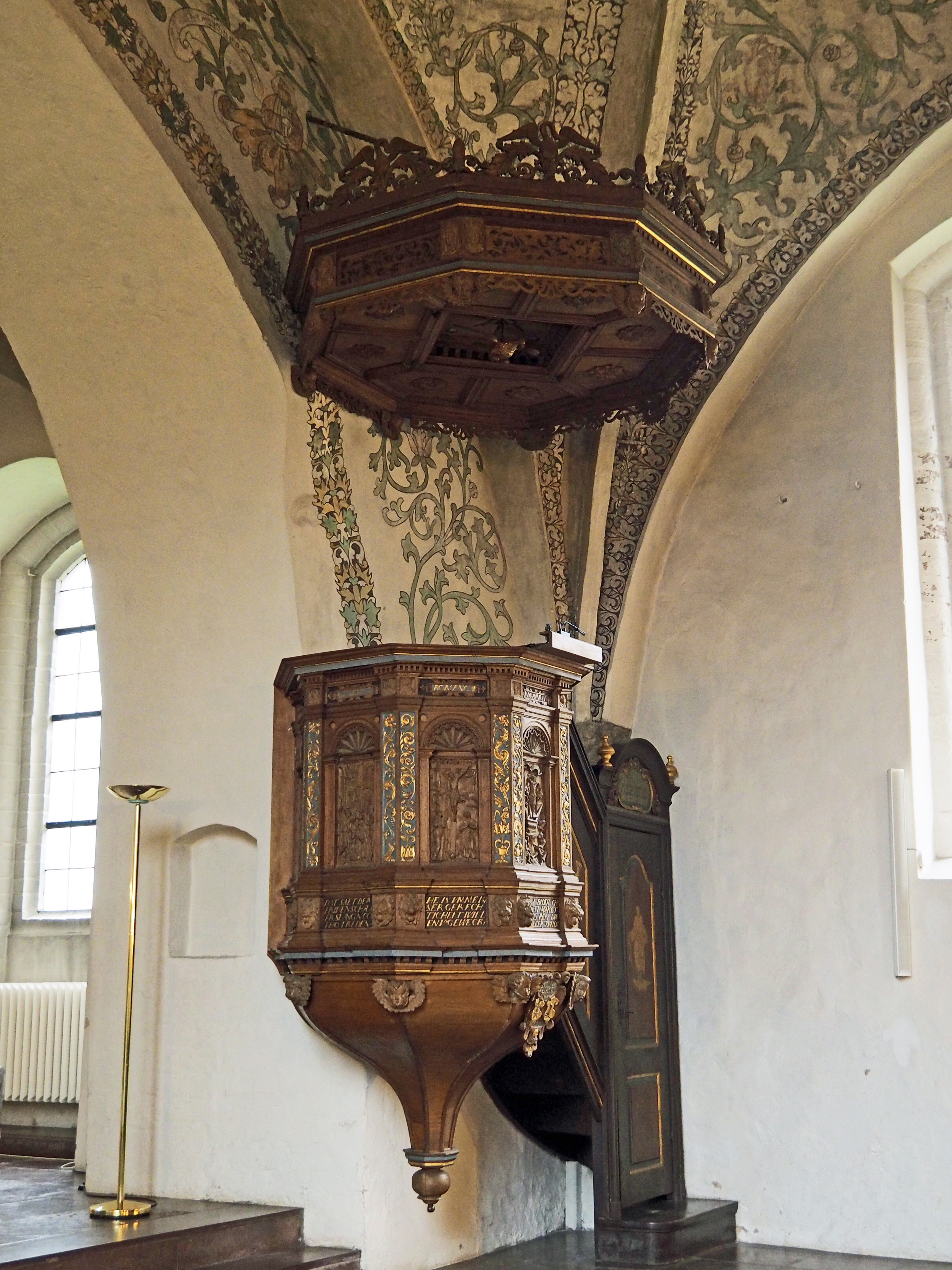
Die Kanzel von 1587
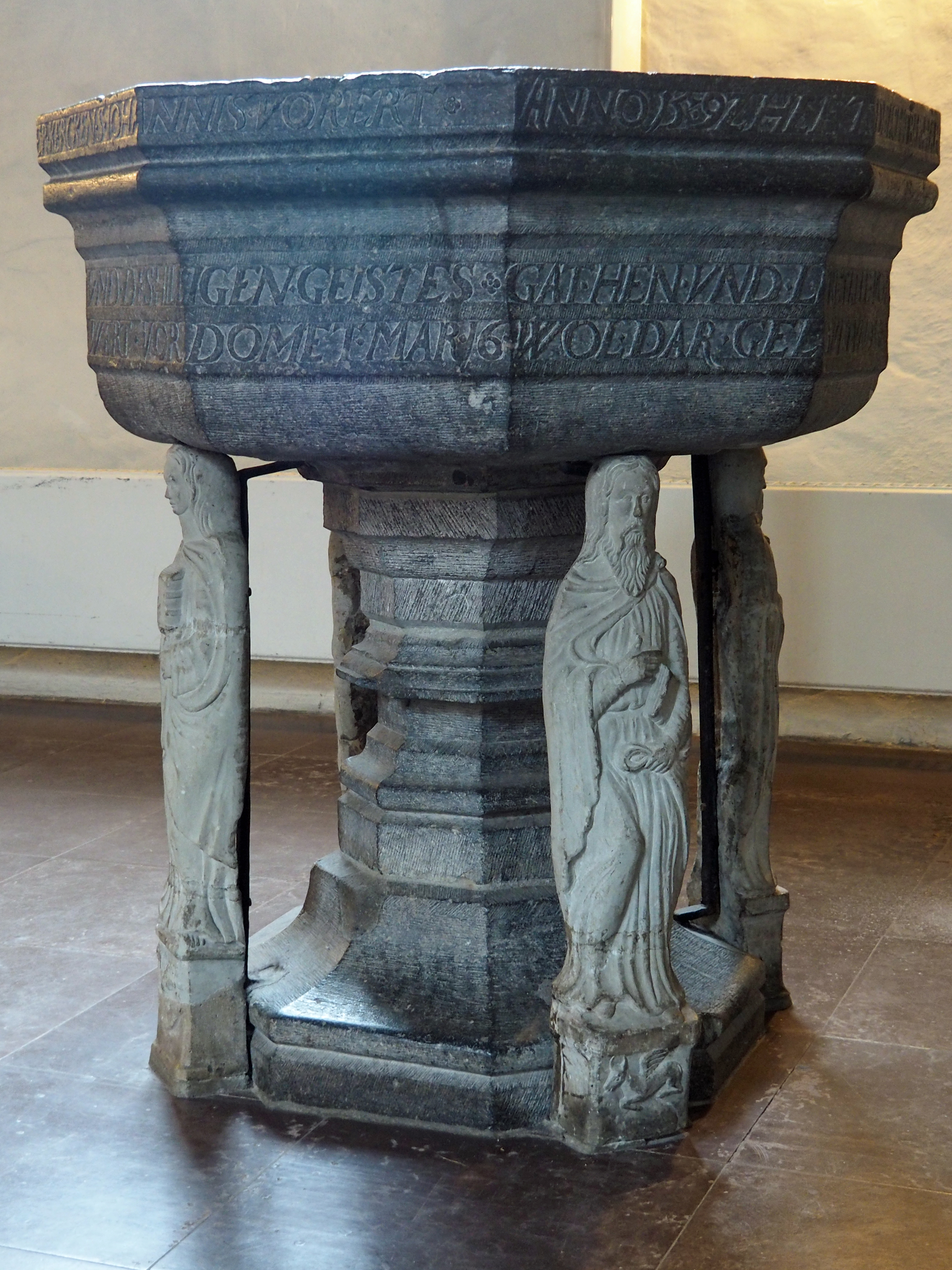
Der Taufstein von 1592
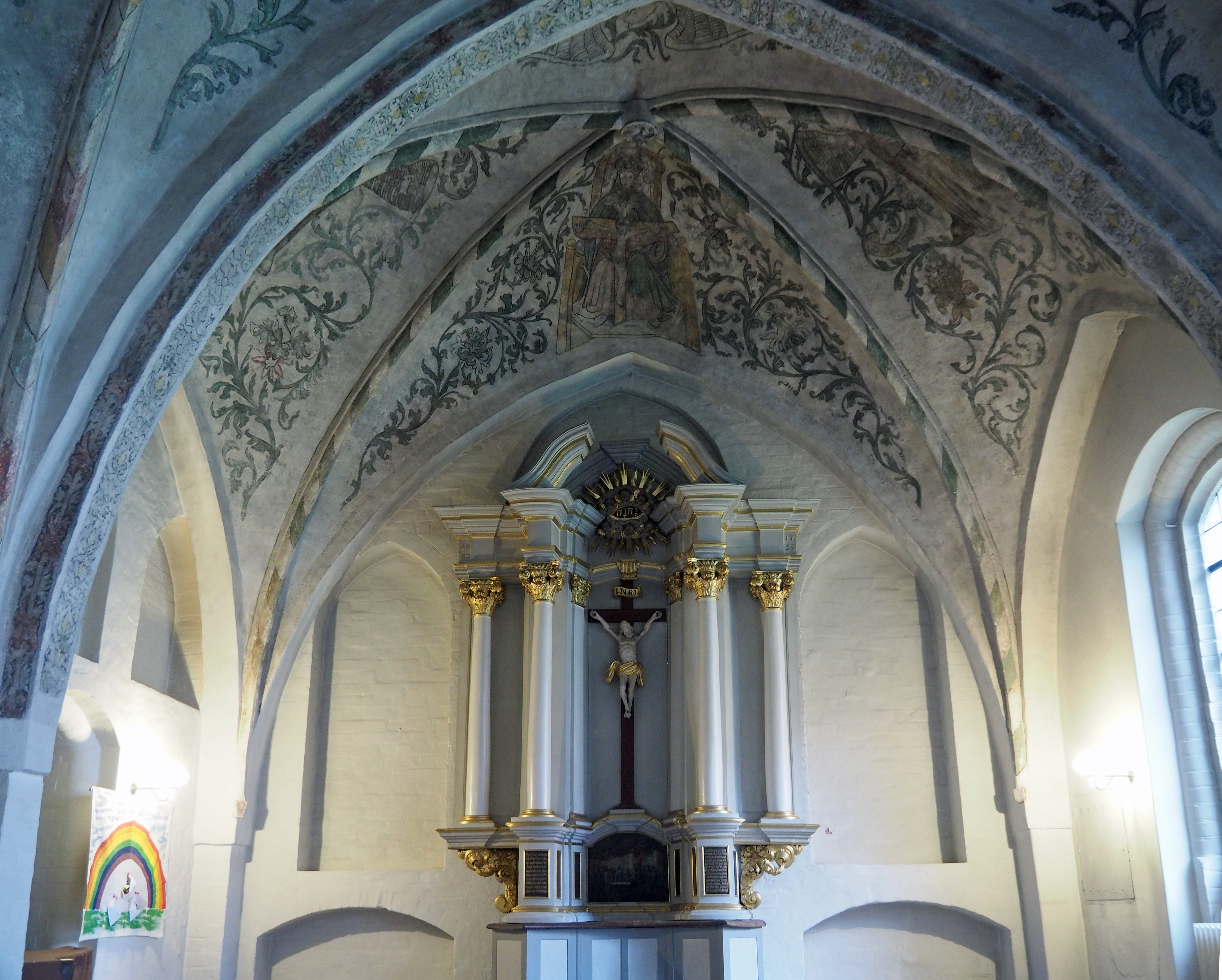
Der Altar von 1734, darüber als Wandgemälde der Gnadenstuhl

## Orgel

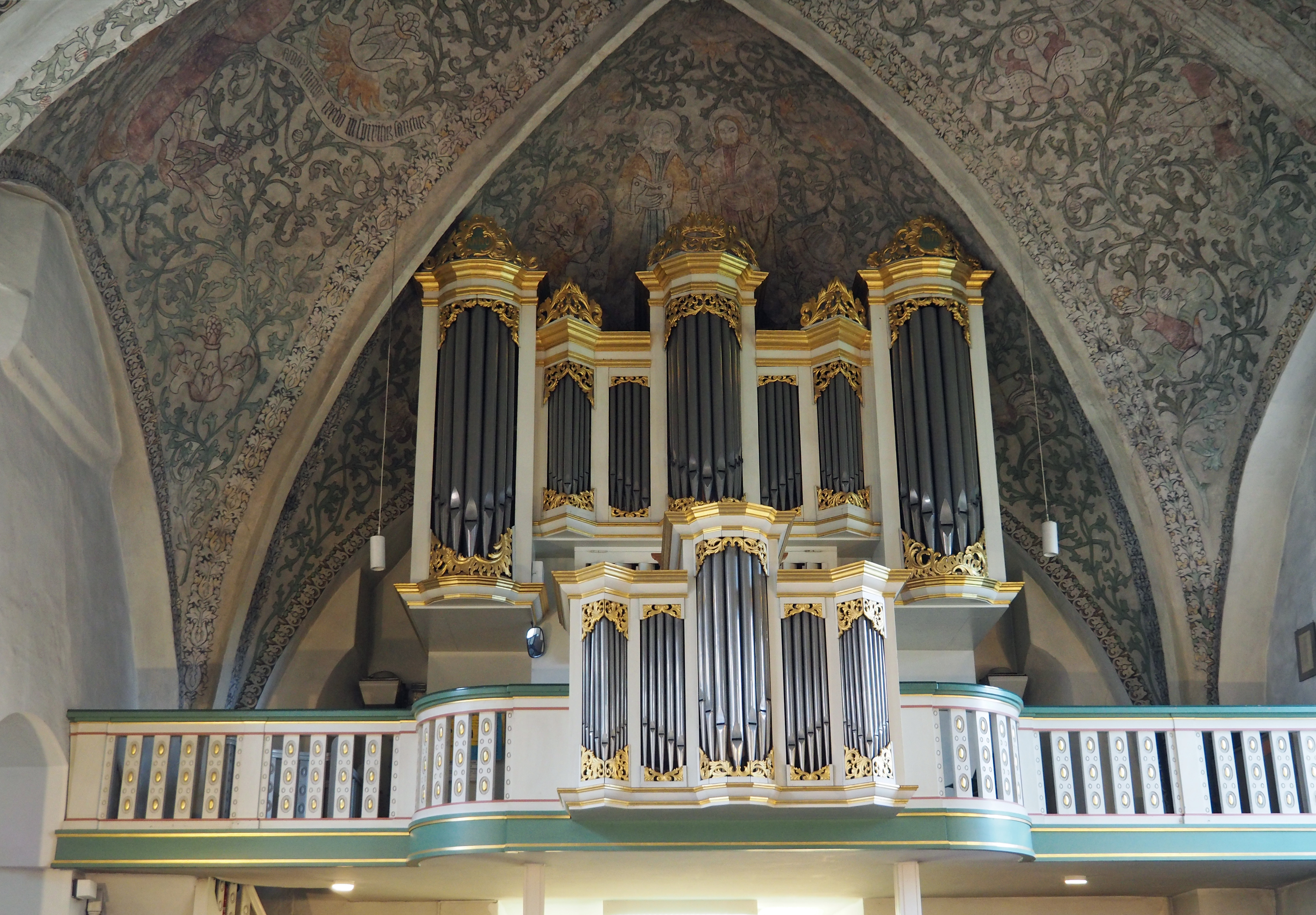
Orgelprospekt von 1723

Die ursprüngliche Orgel von Wilhelm Buchholz stammt aus dem Jahr 1723. Sie wurde 1762 durch Johann Daniel Busch um zwei Pedaltürme erweitert. Tiefgreifende Umbauten erfolgten 1870 und 1938 durch Marcussen & Søn. Unter Verwendung des Prospekts von 1723 wurde die Orgel 1966 durch Emanuel Kemper weitgehend neu gestaltet und nach vorne gerückt. Sie wurde durch ein Rückpositiv ergänzt und erhielt neue Register im Pedal.

## Glocken
Der Sage nach sollen die Kirchenglocken von St. Johannis „die Bauern und Brenner“ rufen. Das Kirchspiel St. Johannis liegt auf der Ostseite Flensburgs und gehört zur Region Angeln. Gemeint sind also insbesondere die Angeliter Bauern die unweit der Kirche beim Hafermarkt über Jahrhunderte ihr Korn verkauften. Mit Brenner dürften primär die Rumbrenner gemeint sein. Nicht sonderlich weit entfernt von der Kirche befindet sich zudem die Flensburger Brauerei. Die Töne der drei Glocken sind f' a' und c".

## Kirchhof

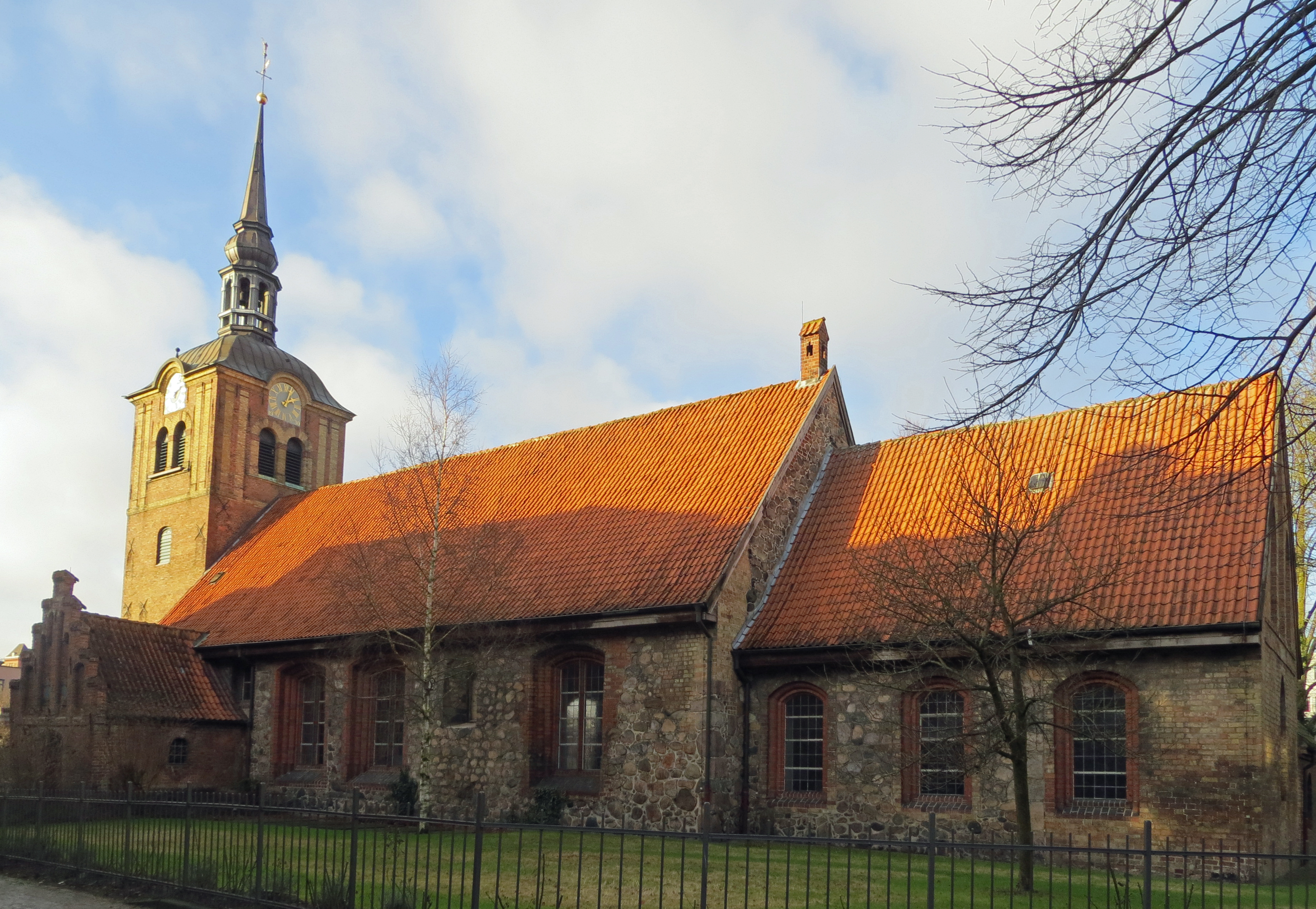
Sankt Johannis-Kirche mit dem umliegenden Rest des Kirchhofs

Der Friedhof der Kirche wurde ab 1813 nicht mehr benutzt, als der kommunale Alte Friedhof eingerichtet wurde, und Mitte des 19. Jahrhunderts aufgelassen. Teilweise ist er jedoch als umliegende Grünanlage erhalten. Die historische Umbauung des Johanniskirchhofs ist an der Ostseite und an der westlich angrenzenden Süderfischerstraße recht gut erhalten. An der Südseite befindet sich das 1903/04 im aufwändigen neugotischen Stil neu erbaute Pastorat. Die Nordseite des Kirchenplatzes wurde in den 1960er Jahren komplett zerstört. Beim Kirchhof liegt zudem der kleine Fleno-Park, wo sich das symbolische Grab des Ritters Fleno befindet, von dem sich der Sage nach der Name der Stadt Flensburg ableiten soll.

## Geistliche
- Johannes Berndes († vor 1550), Geistlicher der Reformationszeit